# Pseudasellodes bahiana
Pseudasellodes bahiana là một loài bướm đêm trong họ Geometridae.